# Vârteșca
Vârteșca – wieś w Rumunii, w okręgu Sălaj, w gminie Zalha. W 2011 roku liczyła 71 mieszkańców.